# Skály (Horní Město)
Skály (dříve Hankštejn, německy Hangenstein) je část obce Horní Město v okrese Bruntál. Nachází se na severovýchodě Horního Města. Prochází zde silnice II/370.
Skály leží v údolí říčky Huntava v nadmořské výšce kolem 650m, katastrální území má název Skály u Rýmařova a rozlohu 5,46 km2.

## Název
Původní německé jméno Hangstein znamenalo "kámen (či skála) ve svahu"; vyjadřovalo tedy polohu vsi. V češtině se užívalo do 20. století hláskově upravené Han(k)štejn. V roce 1949 bylo vesnici dáno jméno Skály.

## Historie
Skály, dříve Hankštejn, byla stará hornická osada, která se uvádí v listinách už v roce 1398. Je tedy starší než Horní Město.

### Vývoj počtu obyvatel
Počet obyvatel Skal podle sčítání nebo jiných úředních záznamů:
| Rok            | 1869 | 1880 | 1890 | 1900 | 1910 | 1921 | 1930 | 1950 | 1961 | 1970 | 1980 | 1991 | 2001 |
| -------------- | ---- | ---- | ---- | ---- | ---- | ---- | ---- | ---- | ---- | ---- | ---- | ---- | ---- |
| Počet obyvatel | 499  | 505  | 439  | 437  | 428  | 406  | 406  | 181  | 182  | 167  | 164  | 162  | 168  |

Ve Skalách je evidováno 47 adres, vesměs čísla popisná (trvalé objekty). Při sčítání lidu roku 2001 zde bylo napočteno 39 domů, z toho 38 trvale obydlených.

## Pamětihodnosti
- Přírodní rezervace Skalské rašeliniště
- Kostel sv. Václava je kulturní památka ČR.[8]